# Storkyrkan
Storkyrkan (dobesedno Velika cerkev), imenovana tudi Stockholms domkyrka (stockholmska stolnica) in Sankt Nikolai kyrka (cerkev svetega Nikolaja), je najstarejša cerkev v Stockholmu. Storkyrkan leži v središču Stockholma v Gamla stanu, med Stockholmsko palačo in Stortorgetom, starim glavnim trgom Stockholma. Posvečena je bila svetemu Nikolaju leta 1306, vendar se je gradnja cerkve verjetno začela v 13. stoletju. V notranjosti Storkyrkan še vedno ohranja večino svojega poznosrednjeveškega videza v obliki dvoranske cerkve z obokanim stropom, ki ga podpirajo opečni stebri. Zunanjost cerkve pa je enotno baročnega videza, kar je posledica obsežnih sprememb v 18. stoletju. Cerkev je igrala pomembno vlogo med reformacijo na Švedskem kot kraj, kjer so prvič praznovali mašo v švedščini. Trenutno služi kot sedež stockholmskega škofa v okviru Švedske cerkve, od ustanovitve stockholmske škofije leta 1942.
Storkyrkan je bila dolgo časa edina stockholmska župnijska cerkev in že od zgodnjega obdobja je bila povezana s švedsko kraljevo družino. Ob številnih priložnostih je bila prizorišče zgodovinskih dogodkov in se je stoletja uporabljala kot kronska cerkev. Pred kratkim je bila v cerkvi leta 2010 poroka med prestolonaslednico Viktorijo in Danielom Westlingom. V Storkyrkanu so obeleževali vojaške zmage in nacionalne tragedije, še vedno pa se uporablja za pogrebe javnih osebnosti, kot sta pisateljici Astrid Lindgren in Sara Danius.
Cerkev vsebuje več pomembnih umetniških del in dovršeno opremo, med njimi poznosrednjeveški kip sv. Jurija z zmajem ter Vädersolstavlan, sliko, ki prikazuje eno najzgodnejših podob Stockholma.

## Lega in okolica
Storkyrkan je najstarejša cerkev v Stockholmu in je bila prvotno župnijska cerkev celotnega mesta, zato je bila zgrajena v samem središču srednjeveškega mesta. Leži na najvišji točki Gamla stana, vkleščena med stavbo borze in Stockholmsko palačo. Cerkev je skupaj s palačo, Stortorgetom in prvo mestno hišo v Stockholmu (ki je na mestu sedanje stavbe borze) tvorila srce najzgodnejšega urbanega razvoja. Medtem ko notranjost cerkve še vedno ohranja večino svojega srednjeveškega videza, je zunanjost cerkve v veliki meri posledica sprememb, izvedenih v 18. stoletju. Skupaj s kraljevo palačo, palačo Axel Oxenstierna, Slottsbackenom in njegovim obeliskom ter Tessinovo palačo je del skladnega ansambla baročne arhitekture. Opisana je bila kot »nenadomestljiv« del mestne podobe Stockholma.
Storkyrkan je s treh strani obdana z ulicami (Trångsund na zahodu, Storkyrkobrinken in Högvaktsterrassen na severu in Slottsbacken na vzhodu). Dvorišče je tik južno od cerkve. Na nasprotni strani je dvorišče obrnjeno proti zadnji strani borzne stavbe, dva majhna paviljona, ki ju je zasnoval Erik Palmstedt kot krili borze, pa sta bila dejansko zgrajena kot pogrebna kapela in kočijažnica cerkve. Zgrajeni sta bili leta 1767. Na zahodu in vzhodu je dvorišče omejeno z obzidjem, z odprtinami skozi kovano železna vrata. Stebri obeh vrat so bili prvotno okrašeni z alegoričnimi kipi, čeprav je na mestu le par na zahodnih vratih. Ta dva kipa verjetno prikazujeta Razum (na južnem stebru) in Božansko ljubezen (na severnem stebru), izdelal pa ju je Peter Schultz leta 1675. Kipa, ki sta bila prej na stebričkih vzhodnih vrat, prikazujeta ženski, ki simbolizirata previdnost in upanje. Par je leta 1702 izdelal Daniel Kortz.
Drug kip, ki prikazuje švedskega reformatorja Olausa Petrija, stoji ob vzhodni fasadi cerkve. Obrnjen je proti Slottsbackenu in je del cerkvenega ansambla, čeprav formalno ni povezan s Storkyrkanom. Odprt je bil leta 1898, izdelal pa ga je Theodor Lundberg. Na pločniku ob vzhodni fasadi so tudi črte, ki označujejo nekdanji obseg cerkvenega kora, porušenega med vladavino kralja Gustava Vase.

## Zgodovina stavbe

### Srednji vek
Prisotnost cerkve v Stockholmu je bila prvič omenjena leta 1279. Posvetitev mestne cerkve je nadalje omenjena leta 1306, zaradi česar je Storkyrkan najstarejša cerkev v Stockholmu. Najzgodnejša zgodovina cerkve je zato nekoliko nejasna: Stockholm je bil ustanovljen sredi 13. stoletja in veljalo je za malo verjetno, da mesto ne bi imelo delujoče cerkve do leta 1306. Izročilo tudi pravi, da je cerkev ustanovil Birger Jarl. Zato je možno, da je bila cerkvi, ki je bila posvečena leta 1306, predhodnica druga cerkev ali da je bila dolgo časa v gradnji ali pa je bila morda ponovno posvečena leta 1306. Ne glede na to najstarejši deli sedanje stavbe verjetno pripadajo cerkvi, ki je bila posvečena leta 1306. Skozi ves srednji vek je bil glavni zavetnik cerkve sveti Nikolaj. Svetemu Nikolaju je bilo posvečenih več cerkva v baltski regiji od 13. stoletja, zlasti v mestih, kjer je bila prisotna Hanseatska liga, kot je bilo to v Stockholmu. Cerkev je bila posvečena tudi sveti Mariji in svetemu Eriku. Cerkev je ostala edina župnijska cerkev v Stockholmu, ki je služila celotnemu mestu, vse do 1590-ih. Na splošno je srednjeveška zgodovina cerkvene stavbe zapletena in jo je težko podrobno opredeliti. Pisnih virov je malo, pomanjkanje okraskov pa je otežilo sklepanje o starosti različnih delov na slogovni osnovi.
Zdi se, da je bila cerkev prvotno sestavljena iz glavne ladje z dvema stranskima. Imela je lesen strop, ki ga je podpiralo šest stebrov. Gradbeni material je bila opeka. Glavni vhod je bil verjetno na zahodu, čeprav so stranski vhodi morda obstajali v severni in južni steni. Slogovno je bila cerkev del skupine opečnih cerkva, zgrajenih na območju okoli jezera Mälaren v tistem času, vključno s stolnico Strängnäs, cerkvijo sv. Marije, Sigtuno in cerkvijo Skokloster. Cerkev je bila v 14. in 15. stoletju zaporedno obnovljena in povečana. Okraševanje cerkve je bil način, s katerim so tako švedski monarhi kot tudi meščani Stockholma pokazali svojo moč in vpliv.
Donacija cerkvi leta 1346, ki sta jo podarila kralj Magnus IV. in njegova žena Blanka Namurska, verjetno kaže, da je bila cerkvi dodana prva od številnih kapel. Ta kapela je bila prvotno posvečena sveti Mariji in je bila na južni strani vzhodnega konca cerkve. Štiri vdolbine, ki so pripadale kapeli, so še vedno vidne v notranjosti Storkyrkane. Podobne kapele so bile zgrajene približno v istem času v stolnici v Visbyju in cerkvi sv. Marije v Lübecku. Kapela je bila okrašena z zgodnjegotskimi freskami v slogu, ki je nenavaden za švedske cerkve (kasneje je bila temeljito obnovljena). Druga kapela je bila cerkvi dodana nekje pred letom 1361, nadaljnje kapele pa so bile zgrajene v začetku 15. stoletja. Do konca srednjega veka je Storkyrkana vsebovala več kot 30 kapel ali posebej posvečenih oltarjev, kar je mogoče primerjati le s stolnicami srednjeveške Švedske. Cerkev je tako postopoma rasla z dodajanjem kapel. V 15. stoletju je bil dodan še en sklop fresk, ki jih je naslikal Albertus Pictor in krasijo jugozahodne oboke (poslikave trenutno niso vidne s tal cerkve). Med letoma 1474 in 1496 je bila izvedena večja rekonstrukcija cerkve, v kateri so bile te kapele nato združene v en sam prostor in nameščeni novi oboki, s čimer je nastal enakomerno visok strop. Cerkev je bila približno istočasno tudi bistveno razširjena proti vzhodu, dodan pa je bil tudi kor. To je bilo deloma zato, ker je cerkev postala premajhna za naraščajoče prebivalstvo mesta. Kor je bil porušen v 16. stoletju. Tudi stolp je bil zgrajen v začetku 15. stoletja in je bil prvotno namenjen predvsem kot obrambni stolp. Do konca 15. stoletja je Storkyrkan dobila osnovno obliko in velikost, ki jo ima še danes.

### Reformacija in kasnejše spremembe
V 16. stoletju je reformacija na Švedskem privedla do pomembnih sprememb za cerkev. Katolicizem je bil opuščen in sprejet luteranstvo. Država je zasegla velik del cerkvenega premoženja, vključno z velikimi količinami srebra iz kapel in oltarjev Storkyrkana. Čeprav Švedska kot celota med reformacijo ni trpela zaradi obsežnih izbruhov ikonoklazma, so bili nekateri nekdanji katoliški kipi cerkve vandalizirani. Ko je leta 1520 v Stockholmu prebival danski kralj Kristijan II., je bila cerkev utrjena, kar je odražalo politične napetosti, ki so med drugim privedle do stockholmskega krvavega plesa leta 1521. Za ta dela je bil odgovoren Adam van Düren, ki je izdelal tudi alegorično skulpturo, ki krasi podnožje enega od stebrov cerkve. Upodablja moškega in žensko leva ter jeguljo, skupaj s satiričnim napisom dvomljivega pomena. Nadaljnje spremembe stebrov, obokov in sten cerkve so bile narejene med vladavino kralja Ivana III., da bi še bolj uskladili notranji prostor.

### Spremembe v 18. stoletju
V 18. stoletju je bila fasada Storkyrkane deležna daljnosežnih sprememb. Srednjeveška zunanjost je bila popolnoma preoblikovana v baročno zunanjost. Nikodem Tessin mlajši je predlagal prenovo fasade v sodobnejšem slogu. Leta 1736 je bil Johan Eberhard Carlberg zaposlen za nadzor popravil cerkvenega zvonika. Relativno kmalu se je komisija razširila na popolno prenovo zunanjosti in nov zvonik. Tako Carlberg kot Carl Hårleman, ki je nasledil Nikodema Tessina mlajšega kot arhitekta kraljeve palače, sta takoj pripravila številne predloge za nov zvonik, kar je dodatno pokazalo, da se je ideja o posodobitvi zunanjosti že nekaj časa razvijala. Zlasti Hårleman je na to vprašanje gledal z vidika, da bi morala biti cerkev slogovno vključena v okolico palače. Arhitekta sta drug drugega obtoževala, da imata načrte za cerkveni zvonik tehnične težave. Na koncu je bil sprejet Carlbergov četrti predlog za nov zvonik, ki je bil kompromis med njegovimi in Hårlemanovimi idejami, Carlberg pa je zasnoval tudi druge spremembe fasade. Ta preobrazba zunanjosti cerkve iz gotske v baročno stavbo je bila izvedena med letoma 1736 in 1745. Zunanjost, ki jo vidimo danes, je še vedno v veliki meri rezultat Carlbergovega dela.
Nadaljnje spremembe so bile narejene pozneje v istem stoletju, ko je arhitekt Erik Palmstedt leta 1777 preoblikoval južno stran cerkvenega dvorišča v povezavi z gradnjo borze na Stortorgetu. Hkrati je zasnoval tudi stopnišče, pritrjeno na južno stran stolpa, na zahodnem koncu cerkve; stopnišče je bilo končano leta 1778. Ti in nekateri drugi dodatki, ki so bili kasneje porušeni, so še bolj poudarili klasičen videz cerkve in njene okolice v nasprotju z njenimi srednjeveškimi koreninami. Švedski kralj Gustav III. je želel iti še dlje, porušiti celotno cerkev in jo nadomestiti z novo cerkvijo, ki jo je navdihnil rimski Panteon.

### Kasnejša zgodovina
Okna so bila v 1860-ih opremljena z novimi kovanimi železnimi okraski v neogotskem slogu. Konec 19. stoletja so bile izvedene še nekatere nadaljnje spremembe, predvsem za povečanje požarne varnosti cerkve. Temeljitejša prenova je bila izvedena v letih 1903–1909 pod vodstvom arhitekta Ernsta Stenhammarja. Med drugim je bil odstranjen beli premaz, ki je prekrival opečne stebre in stene, notranjost pa od takrat zaznamuje izpostavljena opeka. To je bilo storjeno kot poskus poustvaritve bolj »srednjeveške« notranjosti, vendar je bila notranjost v resnici verjetno vedno pobeljena. Še ena obsežna prenova je bila izvedena med letoma 1952 in 1954. Cerkev je bila leta 1942 povzdignjena v status stolnice za novo ustanovljeno stockholmsko škofijo.

## Zgodovinski pomen in kraljeve povezave
Storkyrkan je bila prizorišče pomembnih dogodkov v zgodovini Švedske. Naraščajoče bogastvo in vpliv Stockholma v srednjem veku ter bližina cerkve kraljevi palači so pritegnili pozornost tako uppsalskega nadškofa kot švedskih monarhov. Nadškof je občasno imenoval posebnega predstavnika v cerkvi in pogosto posegal v lokalne cerkvene zadeve. Vsaj enkrat, leta 1338, je bil v Storkyrkani posvečen škof (Hemming iz Turkuja).
Reformacija na Švedskem se je vsaj delno rodila v Storkyrkani: tukaj je bilo luteranstvo prvič javno pridigano na Švedskem, Storkyrkan pa je bila hkrati prva cerkev na Švedskem, kjer so mašo darovali v švedščini (namesto v latinščini), leta 1525. Eden glavnih zagovornikov reformacije na Švedskem, Olaus Petri, je nato služil kot duhovnik v Storkyrkani. Ker je Storkyrkan od takrat naprej uporabljala izključno švedsko govoreča skupnost v Stockholmu, sta se tudi precejšnji nemško in finsko govoreči skupnosti preselili v nemško cerkev oziroma kapelo v mestni hiši.
Cerkev je bila večkrat uporabljena za kronanje švedskih kraljev in kraljic. Prvo kraljevo kronanje, ki je potekalo v Storkyrkani, je bilo kronanje Magnusa IV. in Blanke Namurske leta 1336. Kronanje je vodil Engelbert von Dolen, škof iz Tartuja, v prisotnosti vseh švedskih škofov. Večina srednjeveških kronanj pa je potekala v stolnici v Uppsali. Naslednje kronanje v Storkyrkani je bilo leta 1497, ko je bil tam kralj Ivan Danski. kronan za švedskega kralja med Kalmarsko unijo. Njegov sin Kristijan II. Danski je bil kronan v Storkyrkani 4. novembra 1521 na slovesnosti, ki je zaznamovala podreditev Švedske vladavini kralja Kristijana. Med slovesnostjo so predstavniki cesarja Karla V. kralju podelili Red zlatega runa. Le nekaj dni pozneje se je zgodila Stockholmski krvavi ples.
Nekaj časa je veljalo za neugodno, da bi bili vladajoči monarhi kronani v Storkyrkani. Vendar pa je bila poroka med švedskim kraljem Erikom XIV. in Karin Månsdotter ter njeno kronanje po poroki leta 1568. Marija Eleonora Brandenburška je bila po poroki s kraljem Gustavom Adolfom leta 1620 v Storkyrkani tudi kronana za švedsko kraljico. Naslednja vladajoča monarhinja, ki je bila kronana v Storkyrkani, je bila po 130-letnem premoru kraljica Kristina Švedska Katoliška leta 1650. Kronanje naslednjih dveh kraljev je bilo v Uppsali, vendar je kralj Karel XII. Švedski leta 1697 za svoje kronanje ponovno izbral Storkyrkan. Kronanje kralja Friderika I. je bilo prav tako leta 1720 v Storkyrkani. Od takrat naprej so kronanja vseh švedskih monarhov, z izjemo Gustava IV. Adolfa, potekala v Storkyrkani. Zadnje kronanje švedskega monarha, ki je potekalo v Storkyrkani, je bilo kronanje kralja Oskarja II. leta 1873.
Cerkev je bila večkrat uporabljena za kraljeve poroke. V Storkyrkanu sta se poročili dve hčerki kralja Gustava Vase, pa tudi sin kralja Ivana III. Poroka med bodočim kraljem Oskarjem I. in Jožefino Leuchtenberško je bila v Storkyrkani leta 1823, v cerkvi pa se je v 19. in 20. stoletju poročilo tudi več drugih članov kraljeve družine. Leta 2010 je bil Storkyrkan prizorišče poroke Viktorije, švedske prestolonaslednice, in Daniela Westlinga.
Čeprav se je Storkyrkan redko uporabljala kot pogrebna cerkev za kraljeve družine (namesto tega je to vlogo do leta 1950 opravljala cerkev Riddarholmen), je v 20. stoletju v Storkyrkani potekalo več odmevnih pogrebov. Potem ko so leta 1930 v Stockholm vrnili trupla treh članov neuspešne Andréejeve arktične balonske odprave (Salomon August Andrée, Knut Frænkel in Nils Strindberg), je bil njihov pogreb v Storkyrkani. Pred kratkim sta bila v Storkyrkanu pogreba pisateljice Astrid Lindgren (umrla leta 2002) in stalne sekretarke Švedske akademije Sare Danius (umrla leta 2019). Ko se je leta 1994 potopila ladja MS Estonia, pri čemer je umrlo veliko švedskih življenj, je bila v Storkyrkani spominska slovesnost, ki se je je udeležila kraljeva družina in švedski premier. Podobno je cerkev gostila dodatno slovesnost po atentatu na zunanjo ministrico Anno Lindh leta 2003.
Storkyrkan je bila uporabljena tudi za druge javne dogodke. V času Švedskega cesarstva so v cerkvi javno praznovali več vojaških zmag. Najbolj razkošno med njimi je bilo verjetno praznovanje zmage v bitki pri Narvi (1700). Zmage pri Pułtusku (1703), Thornu (1703) in Svensksundu (1790) so prav tako javno praznovali v cerkvi. V času stanovskega riksdaga je duhovščina običajno imela svoje sestanke v Storkyrkani. Še danes tradicionalno pridiga v Storkyrkani vsako jesen zaznamuje odprtje riksdaga (parlamenta). V srednjem veku je bila cerkev uporabljena tudi za sestanke mestnega sveta Stockholma.

## Arhitektura

### Zunanjost
Gradbeni material cerkve je opeka. Podnožje cerkve je ojačano s peščenjakom in granitom. Storkyrkan je »skromnih dimenzij«; dolga je 63 metrov in široka 37,2 metra. Zunanjost cerkve je enotno baročna, le stopnišče, ki ga je dodal Palmstedt, je v nekoliko drugačnem slogu. Severna in južna fasada sta razdeljeni s oporniki, ki so obravnavani kot pilastri. Sicer pa so elementi zunanjosti usmerjeni vodoravno in ne navpično. Stolp in zatrepi cerkve so okrašeni s pilastri in letvami, v poenostavljeni različici Carlbergovega prvotnega predloga.] Na jugovzhodnem vogalu cerkve je na steno pritrjena sončna ura iz 16. stoletja. Na sredini vzhodne stene cerkve je postavljena velika spominska plošča z napisom v latinščini, ki spominja na obnovo cerkve v 18. stoletju. Notranjost osvetljuje 28 oken. Glavni vhod je v podnožju stolpa na zahodnem koncu cerkve. Drug vhod je v severni steni, na jugu pa sta še dva manjša vhoda.

### Notranjost
Storkyrkan je dvoranska cerkev, široka pet in dolga osem travej. Tloris je nepravilni pravokotnik, saj je bilo treba obliko stavbe prilagoditi obstoječim sosednjim ulicam. Celotno notranjost pokrivajo opečnati oboki, ki jih podpirajo stebri in bogato členjeni sestavljeni stebri. Osem osrednjih travej je pokritih z rebrastimi oboki kompleksne in nenavadne zasnove. Preostali del cerkve ima križne oboke. Notranji prostor je razdeljen z osrednjo ladjo, na obeh straneh pa so odprte klopi. Kor je tri stopnice višji od preostalega dela cerkve in je na severu in jugu omejen s kovano železno ograjo. Na zahodu notranjosti so tri galerije, od katerih ena vsebuje cerkvene orgle. Večina oken je prozornih, najbolj severozahodno okno pa je okrašeno z vitraji, ki jih je v 20. stoletju izdelal Einar Forseth. Vitražno rozeto na vzhodni steni so cerkvi podarili leta 1858. Izdelana je bila v Franciji.

## Oprema

### Oltarni nastavek
Glavni oltarni nastavek Storkyrkane je tako imenovani srebrni oltarni nastavek (švedsko silveraltaret). Leta 1652 ga je podarila Margareta Pedersdotter, vdova Johana Adlerja Salviusa. Oltarni nastavek je sestavljen iz osrednjega dela in dveh kril; krila so bila izdelana nekoliko kasneje kot srednji del. Baročni oltarni nastavek je bil izdelan v delavnici Eustahiusa Erdmüllerja v Hamburgu. Izdelan je iz ebenovine in srebra. Osrednji del je razdeljen na tri ravni nad predelo in ga krasi kipec vstalega Kristusa. Vsaka od ravni vsebuje ploščo s srebrnim reliefom. Reliefi od spodaj navzgor prikazujejo Križanje, Polaganje v grob in Kristusa v kraljestvu mrtvih. Relief na predeli prikazuje Zadnjo večerjo. Relief, ki prikazuje Križanje, je največji, njegova kompozicija pa je morda navdihnjena s sliko Kristus na križu Petra Paula Rubensa iz leta 1620. Osrednje plošče obdajata samostoječi srebrni kipci. Ob plošči Križanje stojita Mojzes in Janez Krstnik. Drugo in tretjo ploščo obdajajo štirje evangelisti.
V srednjem veku je cerkev imela še več dodatnih oltarnih nastavkov. Nekateri od njih so se ohranili na drugih lokacijah. Oltarni nastavek, ki je trenutno v cerkvi Boglösa v Upplandu, je bil izdelan za Storkyrkan v 15. stoletju, vendar je bil prodan nekje med letoma 1478 in 1481. Oltarni nastavek, ki je trenutno v cerkvi Jäder v Södermanlandu, je prvotno prav tako pripadal Storkyrkanu. Tretji oltarni nastavek, izdelan v Lübecku leta 1468, verjetno delo Hermena Rodeja, je shranjen v Švedskem zgodovinskem muzeju. Leta 1629 je Carl Gyllenhielm podaril Storkyrkanu še en oltarni del, ki ga je odnesel kot plen iz Braniewa v današnji Poljski. Po namestitvi srebrnega oltarnega dela je Gyllenhielmov oltarni del postal odvečen in je bil sčasoma podarjen. Ohranjen je le osrednji del, ki je danes v cerkvi Kläckeberga v Smålandu.

### Sveti Jurij in zmaj
Severno od kora stoji velik, poznosrednjeveški konjeniški kip, ki prikazuje legendo o svetem Juriju in zmaju. Opisan je bil kot »najbolj impresivno srednjeveško umetniško delo« in »najbolj nenavaden spomenik« v Storkyrkani. Kip je visok približno 3,5 metra in prikazuje svetnika na konju, ki se bori z zmajem. Stranska skupina prikazuje princeso, ki jo svetnik rešuje pred zmajem, v spremstvu simboličnega Božjega jagnjeta. Podstavek je okrašen s prizori iz legende o svetem Juriju.
Naročil ga je regent Sten Sture starejši kot pogrebni spomenik njemu in njegovi ženi po zmagi nad danskimi četami v bitki pri Brunkebergu leta 1471. Sten Sture je molil k svetniku, naj zaščiti vojsko med bitko. Kip je bil odkrit leta 1489. Sveti Jurij in zmaj nima nobenega podpisa, vendar ga na splošno pripisujejo Berntu Notkeju, tako zaradi slogovnih razlogov kot tudi zaradi sklepanja iz arhivskih virov. Kip je bil interpretiran in verjetno tudi mišljen ne le kot versko umetniško delo, temveč tudi kot politični in osebni spomenik Stenu Stureju in njegovi zmagi nad dansko vojsko.

### Drugo srednjeveško pohištvo
Cerkev ima tudi križ, ki ga je morda prav tako izdelal Notke ali umetnik, ki deluje v isti tradiciji. Križ je izdelan iz hrasta in je izgubil svojo prejšnjo polikromijo. Verjetno je bil izdelan nekje med letoma 1475 in 1500. Razpelo, izdelano okoli leta 1400, je prej pripadal Storkyrkani, danes pa je razstavljeno v Muzeju srednjeveškega Stockholma.
Krstilnik cerkve je bil izdelan leta 1514, glede na napis na njegovi strani. Spada v skupino krstilnikov, podobnega sloga, ki jih najdemo v osrednji in severni Švedski. Izdelan je iz apnenca iz Upplanda.
Cerkvi pripada 370 centimetrov visok sedemkraki bronasti svečnik, verjetno izdelan konec 15. stoletja. Okrašen je s skulpturami levov ob vznožju in z dvema človeškima obrazoma na steblu. Takšni svečniki so na Švedskem nenavadni (drug primer obstaja v stolnici v Lundu), vendar so pogostejši v Nemčiji, kjer so bili verjetno izdelani.
Leta 1564 so v Storkyrkani razstavili čelado in ostroge svetega Olafa, najstarejše ohranjene vojne trofeje, ki so jih odvzele švedske čete. V šestdesetih letih 19. stoletja so jih preselili v Švedski zgodovinski muzej.

### Vädersolstavlan
Najstarejša znana upodobitev Stockholma v barvah je tako imenovana Vädersolstavlan (slika sončnega psa), ki jo je cerkvi leta 1535 podaril Olaus Magnus. Naslikal jo je Urban målare. Trenutno vidna slika pa je kopija iz leta 1636, ki jo je izdelal Jacob Heinrich Elbfas; sodeč po gradbenih detajlih na sliki se zdi, da gre za zvesto reprodukcijo. Slika prikazuje Stockholm, kot je bil videti v začetku 16. stoletja, nad njim pa sončnega psa, atmosferski optični pojav, ki so ga opazili nad Stockholmom 20. aprila 1535. Slika je bila restavrirana v letih 1998–99.

### Druge slike
V Storkyrkani sta dve monumentalni sliki Davida Klöckerja Ehrenstrahla, Križanje in Poslednja sodba, naslikani v letih 1695 oziroma 1696. Prvotno naj bi bili razstavljeni v kraljevi kapeli v Tre Kronorju, vendar so bili rešeni pred požarom, ki je uničil grad, in namesto tega razstavljeni v Storkyrkani. Križanje je visoko 7,4 metra, Poslednja sodba pa več kot 10 metrov.
Med drugimi slikami v cerkvi sta epitaf, ki je bil leta 1626 kot vojni plen vzet iz Fromborka, in ruska ikona svetega Nikolaja iz 17. stoletja, verjetno izdelana v Moskvi, ki so jo po bitki leta 1703 zasegle švedske čete in jo cerkvi podaril general Carl Magnus Stuart.

### Kraljeve klopi in prižnica
Prižnica cerkve je pritrjena na enega od stebrov na severni strani ladje. Zasnoval in zgradil jo je Burchard Precht med letoma 1698 in 1702. Izdelana je iz pozlačenega lesa in okrašena z letvami in reliefi. En del vzhodno od prižnice sta dve kraljevi klopi, ena pritrjena na severni, druga pa na južni steber ladje. Sestavljeni sta iz dveh delov. Spodnji je sedežni prostor, zaprt z okrašeno leseno pregrado. Prvotno je bil v vsaki klopi postavljen prestol. Zgornji del vsake klopi je pozlačen lesen baldahin v obliki prevelike kraljeve krone, ki jo nosijo angelski kipi na ozadju v obliki posnemanja draperije. Kraljeve klopi, namenjene kraljevi družini, je zasnoval Nikodem Tessin mlajši in izdelal Burchard Precht.

### Grobovi in nagrobni spomeniki
Dokler ta praksa ni bila ukinjena v 19. stoletju, so bili pokopi v cerkvi prestižni in so vodili do tega, da je bila cerkev prenatrpana z grobovi. Cerkev še vedno vsebuje veliko število okrašenih grobov in drugih nagrobnih spomenikov. Med njimi sta grob družine Jesperja Mattsona Cruusa af Edebyja in grob Johana Adlerja Salviusa med najbolj dovršenimi. Na stenah je tudi obilica spominskih plošč; tista, ki slavi spomin na Nikodema Tessina starejšega, Nikodema Tessina mlajšega in Carla Gustava Tessina, je ena novejših, ki jo je izdelal kipar Carl Milles.

### Votivna ladja
Ena najstarejših votivnih ladij na svetu prihaja iz Storkyrkane. Izvira iz 17. stoletja in je danes shranjena v Pomorskem muzeju v Stockholmu. Kopija visi v cerkvi.